# 戈羅多維科夫斯克

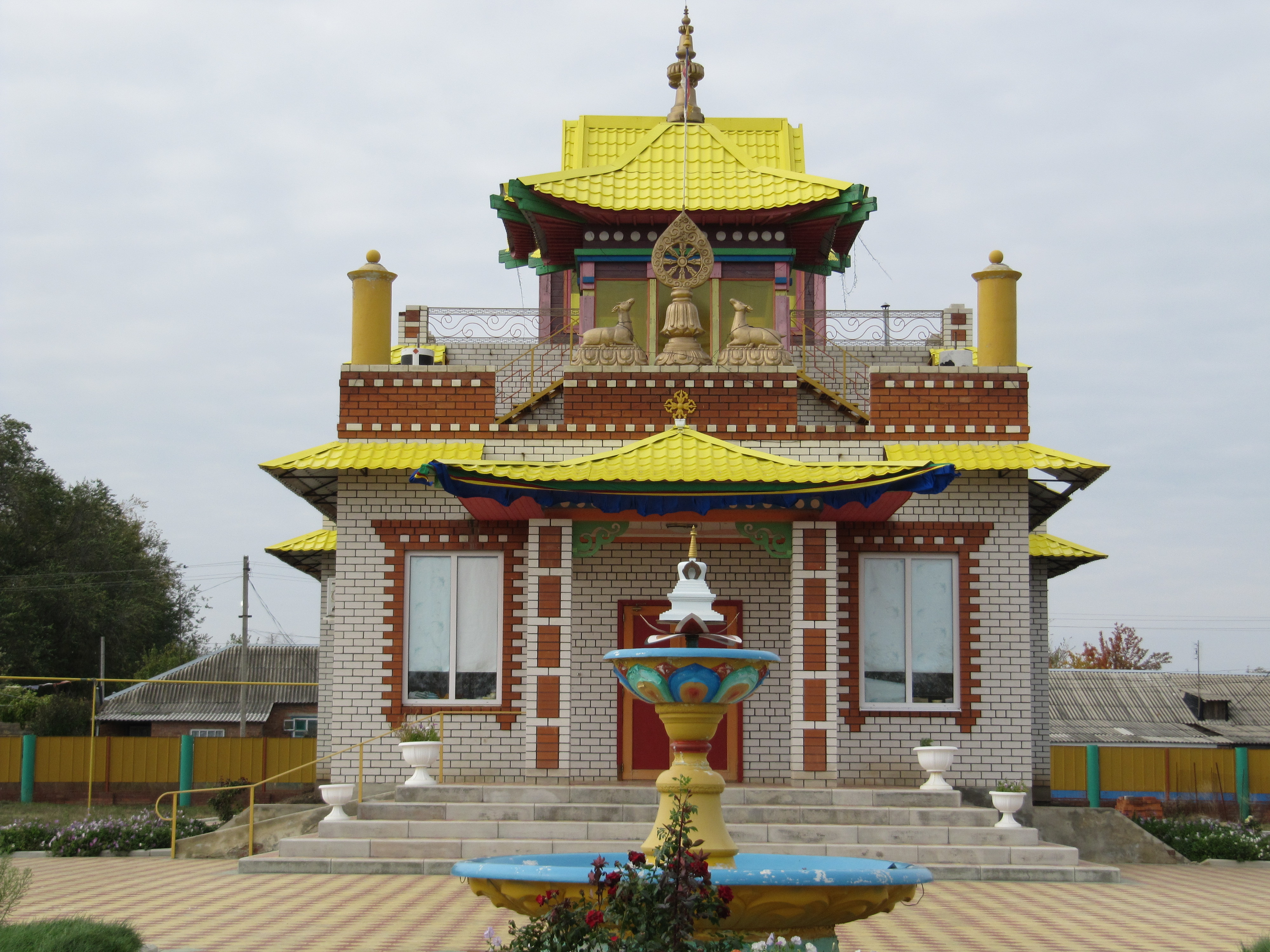

46°05′N 41°56′E / 46.083°N 41.933°E
戈羅多維科夫斯克（俄语：Городовико́вск）是俄羅斯卡爾梅克共和國極西部的一個城市，距埃利斯塔240公里。2002年人口10,940人。
1872年建立，1971年設市，並改以卡爾梅克裔的蘇聯英雄奧卡·戈羅多維科夫（Ока Иванович Городовиков）為名。